# Teranci
Teranci (makedonsky: Теранци, turecky: Terranlar) je vesnice v Severní Makedonii. Nachází se v opštině Češinovo-Obleševo ve Východním regionu.

## Geografie
Vesnice leží v údolí Kočanska kotlina, západně od města Kočani. Leží na úpatí hory Plačkovica, v těsné blízkosti řeky Bregalnica, v nadmořské výšce 380 metrů. Vesnice se rozkládá na ploše 21,6 km2.

## Historie
Na konci 19. století byla vesnice součástí Osmanské říše. Podle bulharského etnografa a spisovatele Vasila Kančova žilo v roce 1900 ve vesnici 20 Makedonců a 375 Turků.
Během 20. století vesnice patřila do Jugoslávie, konkrétně do Socialistické republiky Makedonie.

## Demografie
Podle sčítání lidu z roku 2002 žije ve vesnici 738 obyvatel, všichni jsou Makedonci.
| Rok          | 1900 | 1905 | 1948 | 1953 | 1961 | 1971 | 1981 | 1991 | 1994 | 2002 |
| ------------ | ---- | ---- | ---- | ---- | ---- | ---- | ---- | ---- | ---- | ---- |
| Obyvatelstvo | 395  | 327  | 834  | 914  | 883  | 826  | 821  | 786  | 761  | 738  |